# W Juliet
W Juliet (W ジュリエット, Daburu Jurietto) es un shojo, comedia romántica de manga escrito por Emura. Fue publicado por Hakusensha entre 1997 y 2002 y se recoge en 14 volúmenes. se trata de la relación entre Ito Miura una chica poco femenina que se viste de chico y Makoto Narida un chico que se disfraza de chica, ambos comparten el sueño de convertirse en actores y por eso se ayudan ocultando la identidad de Makoto.  
El título proviene de la adopción japonesa de la letra "W" como "doble", por lo que el título "W Juliet" significa «dos Julietas». Como es de esperarse el primer capítulo hace alusión a «dos Julietas», pues el club de teatro tiene como producción la gran obra Romeo y Julieta y ponen a Ito y a Makoto en los roles protagónicos.

## Trama
El instituto Sakura-Gaoka es famoso por su club de teatro. Si hay alguien famoso en el club esa es Ito Miura y es que Ito, para ser una chica, mide más que cualquier chico de su clase y apenas tiene caracteres femeninos, es por ello que siempre le toca interpretar papeles del género contrario en las obras de teatro. La vida de nuestra protagonista cambiará por completo cuando a su clase llegue Makoto Amano, una chica interesadísima en teatro y que acaba de cambiarse de instituto. Pero muy poco dura la tapadera de Amano, y es que Ito en seguida descubre que ella en realidad es él. Makoto Narita es un rico heredero de un dojo de artes marciales, pero que tras una dura discusión con su padre sobre su futuro, Makoto decide que quiere vivir del teatro, así que, como si de una mala broma se tratase, su padre le propone un trato: Si consigue pasar toda la secundaria disfrazado de chica sin que nadie le descubra, entonces podrá dedicarse al teatro y evitar así sus responsabilidades familiares.
La serie continúa siendo buenos amigos, pero después se convierte en una relación novio-novia que se verá obstaculizada por los problemas de género de Makoto y su prometida Takayo que quiere a toda costa que vuelva a ser un chico y acepte sus responsabilidades familiares.